# Milada Ježková
Milada Ježková, rozená Kloudová, křtěná Milada Veronika (27. června 1910 Smíchov – 4. května 1994 Praha), byla česká herečka, původní profesí dělnice a účetní.

## Život
Před penzijním věkem prošla několika zaměstnáními – byla brusičkou, soustružnicí a účetní ve státním podniku Nářadí Vršovice, pracovala také v obchodě se stříbrem.

## Herecká kariéra
Neměla herecké vzdělání. Její herecká kariéra začala náhodou, když ji v roce 1965 potkal v tramvaji režisér Jaroslav Papoušek. Ten ji doporučil Miloši Formanovi, který hledal do svého nového filmu Lásky jedné plavovlásky neokoukané tváře. Roli Mildovy matky v tomto filmu původně odmítla, nakonec se však k filmování nechala přesvědčit. Ve svých 55 letech se tak dočkala svého filmového debutu. V dalších letech pak vytvořila několik desítek drobných i větších rolí ve filmu i v televizi. Mezi nejznámější patří role staré paní Jechové ve filmu Kulový blesk, díky čemuž se Milada Ježková posmrtně dostala i do internetového memu („A mohla bych ho vidět?“).

### Filmová a televizní tvorba
| Rok  | Název                             | Role                                       | Poznámka                                    |
| ---- | --------------------------------- | ------------------------------------------ | ------------------------------------------- |
| 1965 | Lásky jedné plavovlásky           | Mildova matka                              |                                             |
| 1966 | Ostře sledované vlaky             | Zdeniččina matka                           |                                             |
| 1967 | Svatba jako řemen                 | matka s dítětem v náručí                   |                                             |
| 1967 | Muž, který stoupl v ceně          | sousedka na ulici                          |                                             |
| 1967 | Hoří, má panenko                  | Josefova žena                              |                                             |
| 1968 | Nejkrásnější věk                  | Voštova žena                               |                                             |
| 1968 | Bitva na Červeném poli            | uklízečka                                  |                                             |
| 1969 | Po stopách krve                   | Šindlerová                                 |                                             |
| 1971 | Kat nepočká                       | Karlina matka                              | televizní inscenace                         |
| 1971 | Svědectví mrtvých očí             | závorářka Brázdilová                       |                                             |
| 1972 | Zlatá svatba                      | sousedka                                   |                                             |
| 1973 | Maturita za školou                | sousedka                                   |                                             |
| 1974 | Na startu je delfín               | Honzova babička                            |                                             |
| 1975 | Osvobození Prahy                  | žena s ručníkem                            |                                             |
| 1977 | Ať žijí duchové!                  | hospodyně s klackem                        |                                             |
| 1978 | Past na kachnu                    | výčepní Richterová                         |                                             |
| 1978 | Kulový blesk                      | Anežka Jechová                             |                                             |
| 1978 | Já už budu hodný, dědečku!        | žena u tramvaje                            |                                             |
| 1978 | Čekání na déšť                    | venkovská žena                             |                                             |
| 1979 | Žena pro tři muže                 | Karasova sousedka                          |                                             |
| 1979 | Jak rodí chlap                    | domovnice Rzounková                        |                                             |
| 1979 | Hon na kočku                      | Blážina teta                               |                                             |
| 1979 | Arabela                           | starší žena                                | televizní seriál                            |
| 1979 | Diagnóza smrti                    | tetka                                      |                                             |
| 1980 | Vrchní, prchni                    | Váchová                                    |                                             |
| 1980 | Vindobóna                         | hostinská                                  |                                             |
| 1980 | Trhák                             | uklízečka na Barrandově                    |                                             |
| 1980 | Muž přes palubu                   | babička                                    |                                             |
| 1980 | Jen si tak trochu písknout        | stará kuchařka                             |                                             |
| 1980 | Ja milujem, ty miluješ            | Pištova matka                              |                                             |
| 1980 | Co je doma, to se počítá, pánové… | babička odmítnutých zákazníků              |                                             |
| 1981 | Matěji, proč tě holky nechtějí    | Božena Hůrková, Matějova babička           |                                             |
| 1981 | Jako zajíci                       | chatařka s králíkárnou                     |                                             |
| 1981 | Kalamita                          | (pouze hlas v davu)                        |                                             |
| 1981 | Kam zmizel kurýr                  | vrátná v knihovně                          |                                             |
| 1982 | Zelená vlna                       | babka z Kožlan                             |                                             |
| 1982 | Dynastie Nováků                   | paní od poníků                             | televizní seriál, epizoda 7 – Ztracené dítě |
| 1984 | Všichni musí být v pyžamu         | matka pacientky Ireny                      |                                             |
| 1984 | Stín kapradiny                    | Čepelkova manželka                         |                                             |
| 1984 | Sanitka                           | Konůpkova sousedka                         | televizní seriál                            |
| 1985 | Vesničko má středisková           | drůbežářka Ludmila Hrabětová, Otíkova teta |                                             |
| 1985 | Zelená léta                       | družstevnice Haluzková                     |                                             |
| 1986 | Antonyho šance                    | sousedka Valoušková                        |                                             |
| 1987 | Potichu                           | domovnice                                  | krátký film                                 |
| 1990 | Komik a jeho svět                 |                                            | televizní pořad                             |